# Hyalurgus longihirtus
Hyalurgus longihirtus là một loài ruồi trong họ Tachinidae.